# Mario Ghella
Mario Ghella (23 de junho de 1929 - 10 de fevereiro de 2020), foi um ex-ciclista italiano e campeão olímpico em ciclismo de pista.

## Biografia
Foi o vencedor e recebeu a medalha de ouro na prova de velocidade nos Jogos Olímpicos de Londres 1948. Após as Olimpíadas de 1948, ele se tornou profissional em 1949 e permaneceu até o ano de 1956.